# آزادی پرسه‌زنی

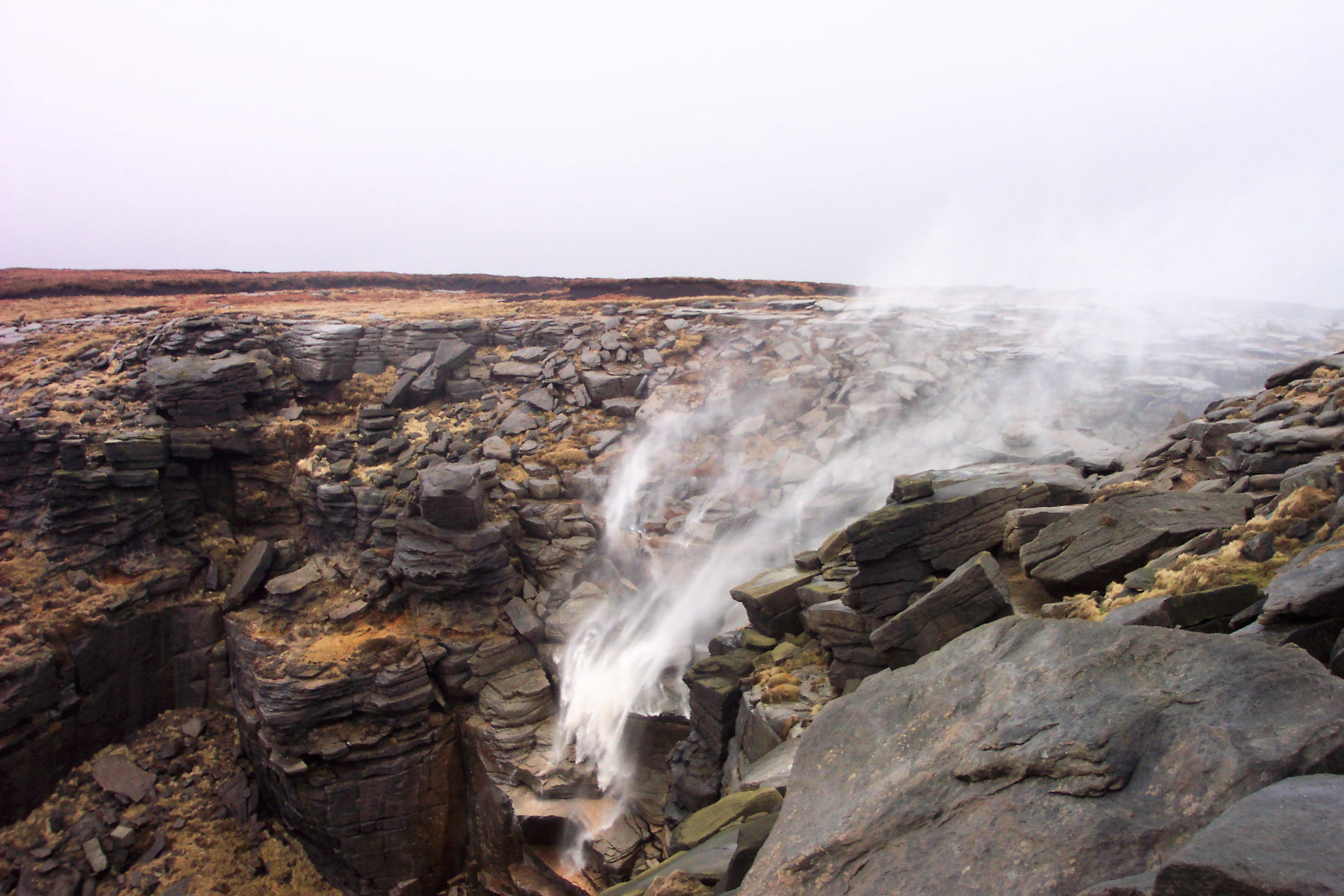
«کیندر داونفال»، دربی‌شر در انگلستان. «کیندر اسکات» مکان یک ورود غیرمجاز در ۱۹۳۲ میلادی بود.

آزادی پرسه‌زنی (به انگلیسی: freedom to roam) یا «حق هر فرد»،  حق عموم مردم است تا به منظور تفریح و تمرین بدنی به زمین‌ها، دریاچه‌ها و رودخانه‌های معین دولتی یا خصوصی دسترسی داشته باشند. این حق را گاهی حق دسترسی عمومی به طبیعت وحش یا «حق پرسه‌زنی» نیز می‌نامند.
آزادی پرسه‌زنی در اسکاتلند، فنلاند، آیسلند، نروژ، سوئد، استونی، لتونی، اتریش، جمهوری چک و سوئیس، شکل حقوق عموم مردم را به خود گرفته و گاهی در قانون تدوین شده‌است. این دسترسی در بخش‌های از اروپای شمالی از قدیم وجود داشته و از آن‌جایی که یک حق بسیار ابتدائی پنداشته می‌شد تا زمان‌های مدرن در قانون رسمیت نیافته‌است. با این حال، این حق معمولاً دربرگیرنده هیچ نوع انتفاع اقتصادی قابل توجهی، مانند شکار یا قطع درختان، یا فعالیت‌های تخریبی مانند آتش‌افروزی و رانندگی وسایط خارج از جاده نمی‌باشد.
در انگلستان و ولز حقوق دسترسی‌عامه تنها در کتگوری‌های مشخص زمین‌های عمدتاً کشت ناشده، اعمال می‌شود.

## اروپا

### کشورهای نوردیک
آثار باستانی در بسیاری از کشورهای اروپایی شواهدی را از آزادی پرسه‌زنی فراهم می‌کند و نشان می‌دهد که چنین آزادی زمانی یک نورم عادی بوده‌است. امروز در استونی، فنلاند، آیسلند، نروژ و سوئد حق پرسه‌زنی ممکن است به خالص‌ترین شکل آن باقی‌مانده باشد. در این کشورها، این حق از طریق عمل در طول صدها سال حاصل شده‌است و معلوم نیست چه زمانی صرفاً از یک «عمل عادی» به یک حق شناخته شده عمومی تبدیل شده‌است.

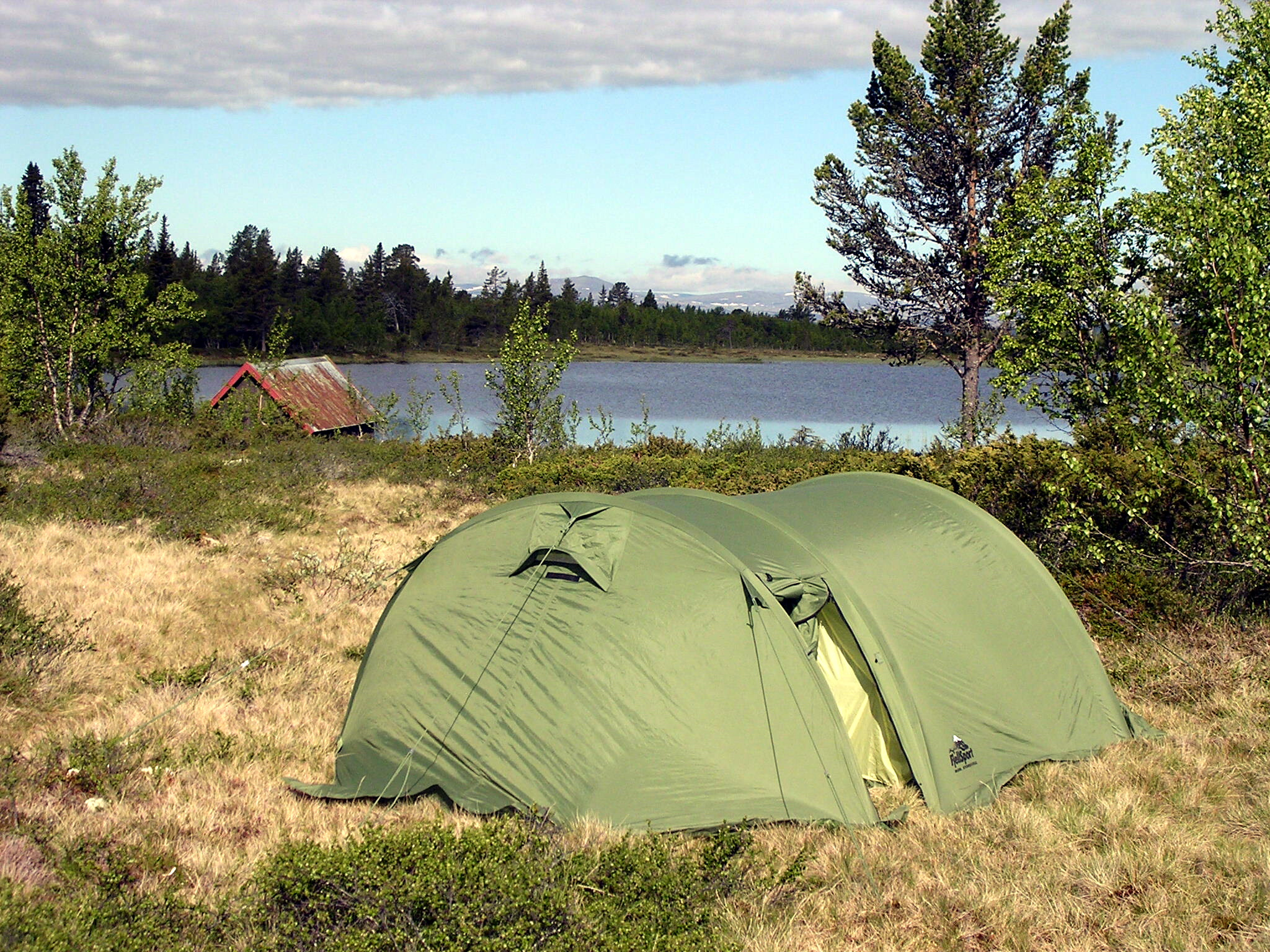
کمپ‌زنی در جنگلی واقع در پارک ملی فیمندزمارک در نروژ

امروزه این حقوق، اساس فرصت‌های تفریحی بیرون از منزل در چندین کشور نوردیک است، که فرصت پیاده‌روی یا خیمه‌زدن در زمین شخص دیگر (مثلاً در سویدن برای یک یا دو شب)، قایق‌سواری در آب‌های دیگران و چیدن گل‌های وحشی، قارچ‌ها و توت‌ها را فراهم می‌کند. اما این حقوق، مسئولیت‌های را نیز در قبال دارد؛ آن این‌که مکلفیتی برای آسیب نرساندن، مزاحمت نکردن، کثیف نساختن یا تخریب نکردن حیات وحش یا محصولات زراعی.
حقوق دسترسی اکثراً برای سفر پیاده است. حقوق ماهی‌گیری، شکار یا گرفتن هر محصول دیگر معمولاً توسط سایر عرف‌ها یا قوانین محدود می‌شود. آتش‌افروزی اکثراً ممنوع است (اگرچه در سویدن و ناروی با پیش‌گیری‌های ایمنی مناسب آتش‌افروزی جواز دارد). ایجاد سر و صدا ممنوع است. در بعضی کشورها، خیمه زدن در جنگل برای یک شب جواز دارد اما استفاده از خانه‌های سیار ممنوع است. دسترسی، به زمین‌های اعمار شده یا توسعه یافته (مانند خانه‌ها، باغ‌ها) تعمیم نمی‌یابد و لزوماً انتفاع تجاری از زمین را شامل نمی‌شود. به عنوان مثال، چیدن توت توسط کارگران، تنها زمانی قانونی است که اجازه مالک گرفته شود.
در قوانین کشورهای مختلف تفاوت‌های قابل توجهی وجود دارد. در دانمارک، آزادی سیرکردن در زمین‌های خصوصی محدودتر است. همه تپه‌ها، سواحل و همه جنگل‌های دولتی برای سیر کردن باز هستند. مناطق غیرقابل کشت و بدون حصار صرف نظر از این‌که در مالکیت چه کسی قرار دارند، برای سیرکردن در طول روز باز اند. جنگل‌های خصوصی تنها از طریق جاده‌ها و مسیرها قابل دسترس هستند.

#### فنلاند
مانند سایر کشورهای نوردیک، در فنلاند، آزادی پرسه‌زنی و حقوق مربوط به آن را به فنلاندی "jokamiehenoikeus" و به سوئدی "allemansrätten" (به معنای «حق هر فرد») می‌نامند. هر کس می‌تواند آزادانه در حومه شهر، به استثنای باغ‌ها یا مجاورت خانه‌های مردم، پیاده‌روی، اسکی، اسپ سواری یا دوچرخه سواری کند، مشروط بر این‌که به محیط طبیعی یا صاحب زمین آسیبی نرسد. عبور از مزارع و کشت‌زارها، که ممکن است به راحتی آسیب ببینند، به جز در زمستان مجاز نیست. همچنین ایجاد مسیرهای تفریحی در فضای باز در زمین‌های خصوصی، بر اساس یک توافق روی حقوق استفاده یا طبق اقدامات رسمی، به عنوان مثال در مطابقت با «مصوبه تفریح در فضای باز»،  امکان‌پذیر است.
فرد می‌تواند موقتاً در اطراف شهر، در فاصله مناسب از خانه‌ها بماند یا چادر زده و نمونه‌های معدنی برداشته، توت‌های وحشی، قارچ و گل بچیند (مگر این‌که گونه‌های حفاظت‌شده نباشند). فرد می‌تواند با ماهیگیری با قلاب (تنها در آب‌های ساکن) ماهی‌گیری کند، پارو بزند، بادبانی کند یا از قایق موتوری در آبراه‌ها (با محدودیت‌های مشخص) استفاده کرده و در آب‌های داخلی و دریا شنا و حمام کند. می‌تواند روی دریاچه‌ها، رودها و دریاهای یخ‌زده قدم بزند، اسکی کند و ماهی بگیرد. درآمد حاصل از فروش انواع توت‌ها یا قارچ‌های چیده شده از مالیات معاف است. چیدن تمشک شمالی (نوع از میوه توت) ممکن است به‌طور موقت به ساکنان محلی در بخش‌هایی از لاپلند محدود باشد. در استان خودمختار آلاند، گنجاندن حق کمپ زدن در حق سیرکردن مورد مناقشه بود، اما از سال ۲۰۱۳ به بعد دیگر این مورد وجود ندارد.
هیچ‌کس نمی‌تواند برای دیگران مزاحمت ایجاد کرده یا به اموال آن‌ها آسیب برساند، به پرندگان در حال تولیدمثل (یا لانه و جوجه‌های آن‌ها) مزاحمت کایجاد ند، یا گوزن یا جانوران شکاری را اذیت نماید. هیچ‌کس نمی‌تواند درختان زنده را قطع کرده یا به آن‌ها آسیب برساند، یا از ملک دیگران چوب، خزه یا گلسنگ جمع کند و هم‌چنین نباید بدون اجازه صاحب زمین آتش روشن کند (مگر در صورت اضطرار). اما استفاده از مشعل الکلی، کوره چوبی یا دستگاه‌های مشابهی که قسمت‌های داغ آن با زمین تماس ندارد، قابل قبول است. فرد نباید با خیمه زدن در مجاورت خانه‌ها، حریم خصوصی آن‌ها را مختل کند، یا سر و صدای بلند کرده یا آن محل را کثیف کند، نمی‌تواند بدون اجازه مالک زمین وسایط موتوری را در خارج از جاده‌ها رانندگی کند، یا بدون داشتن مجوزهای مربوطه، ماهیگیری (به استثنای ماهیگیری با قلاب) یا شکار کند. اگر اسب سواری، ناراحتی یا مزاحمت بیشتر ایجاد می‌کند، باید برای استفاده دراز مدت از مسیر با مالک زمین توافقی صورت بگیرد. هم‌چنین ممکن است بدون رضایت مالک منطقه آبی (به استثنای سواحل عمومی) اسب برای شنا برده شود.
این حق از این حیث یک حق مثبت است که مانند ذخیره‌گاه‌های حفاظت‌شده طبیعی، فقط دولت اجازه دارد آن را محدود کند. اما تعریف دقیق آن عمدتاً مدون نشده و بر اساس اصل «آنچه غیرقانونی نیست قابل مجازات نیست» باقی می‌ماند.

#### نروژ
در نروژ، همه مردم از حق دسترسی و عبور و مرور از زمین‌های کشت‌نشده در اطراف شهر برخوردار هستند. این حق یک حقوق عرفی قدیمی به نام allemannsrett (حق هر فرد) است که یک‌جا با تطبیق «مصوبه تفریح در فضای باز»، در سال ۱۹۵۷ میلادی وضع گردید. این حق بر اساس احترام به روستا شکل گرفته و از همه بازدیدکنندگان انتظار می‌رود که به دهقانان و مالکان، سایر استفاده‌کننده‌گان و محیط زیست توجه داشته باشند. در نروژ، اصطلاحات utmark و innmark مناطقی که حق سیر کردن در آن معتبر است (utmark، به معنای واقعی کلمه چیزی مانند «زمین خارج از [مرزها]») و جایی که در آن نامعتبر یا محدود است (innmark، «زمین داخل» [مرزها]) را جدا می‌کند. این قانون innmark را به‌طور کامل مشخص می‌کند و همه مناطقی که تحت این تعریف قرار نمی‌گیرند، در کل مناطق غیرمسکونی و کشت‌نشده، به عنوان utmark تعریف می‌شوند. عبور از زمین‌های کشت‌شده تنها زمانی میسر است که یخ‌زده و پوشیده از برف باشد.
هنگام خیمه زدن در نروژ، بعضی از قواعد اساسی وجود دارد که باید رعایت شوند:
- مردم اجازه دارند حداقل ۱۵۰ متر دورتر از نزدیک‌ترین خانه مسکونی یا کلبه کمپ بزنند.
- بین ۱۵ آپریل تا ۱۵ سپتامبر، آتش‌افروزی اردوگاهی در مناطق جنگلی مجاز نیست، مگر این‌که به وضوح منجر به آتش‌سوزی نشود.[۹]
- گردشگران در یک نقطه فقط یک روز اجازه دارند اقامت کنند. پس از آن لازم است مخصوصاً از صاحب زمین اجازه بخواهند. این قانون کوه‌ها و پارک‌های ملی را در بر نمی‌گیرد.

در سال‌های اخیر، این حق به‌ویژه در اطراف آب‌دره اسلو و در مناطق معروف جنوب نروژ، تحت تمرکز قرار گرفته‌است. این مناطق برای خانه‌های تعطیلات، مکان‌های مشهوری هستند و بسیاری از مالکان زمین‌های ساحلی می‌خواهند دسترسی عمومی به املاک خود را محدود کنند. به حیث یک قاعده کلی، ساخت و ساز و دیوار گرفتن املاک در فاصله ۱۰۰ متری نزدیک به دریا مجاز نیست، اما مقامات محلی در بسیاری از مناطق از صلاحیت خود استفاده آزادانه کرده و از این قانون معافیت داده‌اند. اما حتی اگر به مالک زمین اجازه داده شود تا نزدیک‌تر به ساحل ساخت‌وساز کند، نباید مردم را از قدم‌زدن در کنار ساحل ممانعت کند. حصارها و سایر موانع برای جلوگیری از دسترسی عمومی مجاز نیست (اما گاهی ساخت‌وسازها در برابر جریمه‌های سنگین قرار می‌گیرند).
در رودها، دریاچه‌ها و اقیانوس، قایق‌رانی کایاک سواری،  قایق‌رانی بادبانی، روئینگ و کشتی‌رانی مجاز است. قایق‌های موتوری فقط در آب شور جواز دارند. به استثنای دریاچه‌هایی که مخزن آب آشامیدنی هستند، همه آب‌ها برای شنا باز می‌باشند – (به عنوان مثال به Maridalsvannet مراجعه کنید).
چیدن توت وحشی بخشی از این حق است. اما در زمین‌های دارای مالکیت خصوصی در بخش‌های شمالی نروژ ممکن است چیدن کلودبری محدود باشد.
حقوق شکار متعلق به مالک زمین است؛ بنابراین شکار شامل حق دسترسی آزاد نمی‌شود. در مناطق آب شیرین مانند دریاها و دریاچه‌ها، حقوق ماهیگیری متعلق به مالک زمین است. ماهیگیری در آب‌های شیرین فقط با اجازه مالک زمین و به وسیله افرادی که مجوز ماهیگیری دارند انجام می‌شود. برای کودکان زیر ۱۶ سال قوانین متفاوتی اعمال می‌شود. کودکان زیر ۱۶ سال حق دارند بدون مجوز ماهیگیری کنند، حقی که در سال ۱۹۹۲ تدوین شده‌است. این حق در حکمی از دادگاه عالی نروژ در سال ۲۰۰۴ ارائه و تأیید شد.